# Alicilio Pinto Silva Junior
Alicilio Pinto Silva Junior (15 mei 1977) is een voormalig Braziliaans voetballer.

## Carrière
Junior speelde in 1998 voor Kyoto Purple Sanga.